# Caesio cuning
Caesio cuning är en fiskart som först beskrevs av Bloch, 1791.  Caesio cuning ingår i släktet Caesio och familjen Caesionidae. Inga underarter finns listade.